# Fabiano Soares Pessoa
Fabiano Soares Pessoa (Río de Janeiro, 10 de junio de 1966) es un exfutbolista brasileño que jugó de centrocampista en Celta de Vigo, SD Compostela y Racing Club de Ferrol.

## Trayectoria

### Como jugador
Es un futbolista formado en el Botafogo con el que debutó en la temporada 1986-87. Tras pasar por Cruzeiro y São José, en 1989 llega a España para jugar en el Celta de Vigo, donde jugaría tres temporadas en las que disputa 101 partidos y anota 16 goles.
En 1992, firma por la SD Compostela en el que jugaría durante 11 temporadas, disputando 357 partidos y anotando 46 goles.
En la temporada 2003-04, siendo su última como profesional, firma por el Racing de Ferrol, donde disputa 30 partidos y anota 2 goles.

### Como entrenador
Comenzó en el mundo de los banquillos dirigiendo a la SD Compostela en regional preferente tras su descenso por las sanciones por impagos. En la temporada 2008-09, firma por el Bergantiños FC de la Tercera División de España. En 2009 debido a la salida de Chus Baleato como técnico compostelano, la dirección de la SD Compostela nombra a Fabiano para ocupar el banquillo blanquiazul, regresando así al conjunto compostelano.
En la temporada 2010-11, dirige al CD Estradense de la Tercera División de España.
En julio de 2011, firma como segundo entrenador del Estoril Praia de la Primera División portuguesa, donde formaría parte de los cuerpos técnicos de Marco Silva, José Couceiro y Vinícius Eutrópio. El 5 de marzo de 2015, tras la destitución de Vinícius Eutrópio, coge las riendas del primer equipo al que dirige hasta el 10 de diciembre de 2016, cuando sería destituido.
El 11 de julio de 2017, firma como entrenador del Atlético Paranaense, al que dirige hasta diciembre del mismo año.
El 2 de enero de 2019, firma por el Jeonnam Dragons de Corea del Sur, al que dirige hasta junio de 2019.
El 19 de mayo de 2021, firma como entrenador del Barra Futebol Clube del Campeonato Catarinense, al que dirige apenas un mes.
El 29 de abril de 2022, firma como entrenador del Esporte Clube Vitória del Campeonato Brasileño de Serie C, la tercera división brasileña, al que dirige durante dos meses.
En julio de 2022, firma por la SD Compostela de la Segunda Federación.
El 23 de marzo de 2023, es despedido como entrenador de la SD Compostela, a pesar de ser segundo clasificado, a falta de ocho jornadas para el final de la competición.

## Clubes como jugador
- 1986-1987 Botafogo
- 1987-1988 Cruzeiro
- 1988-1989 São José
- 1989-1992 Celta de Vigo 101 partidos-16 goles
- 1992-2003 SD Compostela 357 partidos-46 goles
- 2003-2004 Racing de Ferrol 30 partidos-2 goles

## Clubes como entrenador
- 2008-2009 Bergantiños FC
- 2009-2010 SD Compostela
- 2010-2011 CD Estradense
- 2011-2016 Estoril Praia
- 2017 Atlético Paranaense
- 2019 Jeonnam Dragons
- 2021 Barra Futebol Clube
- 2022 Esporte Clube Vitória
- 2022-2023 SD Compostela

## Palmarés
- Subampeón del Campeonato Paulista - 1988/1989 con el São José
- Campeón de Segunda División de España - 1991/1992